# Васто
Васто (итал. Vasto) град је у средишњој Италији. Васто је други по величини град округа Кјети у оквиру италијанске покрајине Абруцо.

## Природне одлике
Град Васто налази се у средишњем делу Италије, на 60 км југоисточно од Пескаре. Град је недалеко западне обале Јадрана и смештен је у брдској области познатој по виноградрству, изнад које се ка западу издижу средишњи Апенини.

## Географија
| Клима (Васто)            | Клима (Васто) | Клима (Васто) | Клима (Васто) | Клима (Васто) | Клима (Васто) | Клима (Васто) | Клима (Васто) | Клима (Васто) | Клима (Васто) | Клима (Васто) | Клима (Васто) | Клима (Васто) | Клима (Васто) |
| Показатељ \ Месец        | .Јан.         | .Феб.         | .Мар.         | .Апр.         | .Мај.         | .Јун.         | .Јул.         | .Авг.         | .Сеп.         | .Окт.         | .Нов.         | .Дец.         | .Год.         |
| ------------------------ | ------------- | ------------- | ------------- | ------------- | ------------- | ------------- | ------------- | ------------- | ------------- | ------------- | ------------- | ------------- | ------------- |
| Средњи максимум, °C (°F) | 9,8 (49,6)    | 11,1 (52)     | 13,7 (56,7)   | 17,7 (63,9)   | 22,0 (71,6)   | 26,3 (79,3)   | 29,2 (84,6)   | 29,3 (84,7)   | 25,8 (78,4)   | 20,4 (68,7)   | 15,4 (59,7)   | 12,2 (54)     | 29,3 (84,7)   |
| Средњи минимум, °C (°F)  | 4,4 (39,9)    | 4,8 (40,6)    | 6,7 (44,1)    | 10,0 (50)     | 13,8 (56,8)   | 17,8 (64)     | 20,3 (68,5)   | 20,6 (69,1)   | 17,8 (64)     | 13,5 (56,3)   | 9,7 (49,5)    | 6,8 (44,2)    | 4,4 (39,9)    |
| [ тражи се извор ]       |               |               |               |               |               |               |               |               |               |               |               |               |               |

## Становништво
Према резултатима пописа становништва 2011. у општини је живело 38.747 становника.
| 1931.  | 1936.  | 1951.  | 1961.  | 1971.  | 1981.  | 1991.  | 2001.  | 2011.  |
| ------ | ------ | ------ | ------ | ------ | ------ | ------ | ------ | ------ |
| 17.101 | 18.401 | 20.919 | 20.121 | 24.944 | 30.183 | 32.880 | 35.362 | 38.747 |

Васто данас има око 39.000 становника, махом Италијана. Последњих деценија број становника у граду расте.

## Партнерски градови
- Перт
- City of Perth

## Галерија
- Црква св. Ђузепеа
- Градска тврђава
- Јадран код Васта
- Трг Росети